# Le Mesnil-Esnard
Le Mesnil-Esnard là một xã thuộc tỉnh Seine-Maritime trong vùng Normandie miền bắc nước Pháp.

## Dân số
| 1962                                 | 1968 | 1975 | 1982 | 1990 | 1999 | 2006 |
| ------------------------------------ | ---- | ---- | ---- | ---- | ---- | ---- |
| 2577                                 | 2726 | 3885 | 5076 | 6092 | 6488 | 6965 |
| Từ năm 1962: Dân số không tính trùng |      |      |      |      |      |      |